# GKS Jastrzębie
Pour les articles homonymes, voir JKH.
Le JKH GKS Jastrzębie est un club de hockey sur glace de Jastrzębie Zdrój dans la voïvodie de Silésie en Pologne. Il évolue en I liga, le second échelon polonais.

Logo de 1993 à 2008.

## Historique
Le club est créé en 1963.
- Górnik Jas-Mos
- GKS Jastrzębie
- KKS Zofiówka
- JKH Czarne Jastrzębie (de 1993 à 2008)
- JKH GKS Jastrzębie (depuis 2008)

## Palmarès
- Aucun titre.
- Montée en Ekstraliga : 1991, 2008
- 4e place en 2011.
- 7e place en 2009 et 2010